# Skálafell (berg i Island, Höfuðborgarsvæði)
Skálafell är ett berg i republiken Island. Det ligger i regionen Höfuðborgarsvæði, 24 km nordost om huvudstaden Reykjavík. Toppen på Skálafell är 774 meter över havet.
Runt Skálafell är det ganska glesbefolkat, med 29 invånare per kvadratkilometer. Närmaste större samhälle är Mosfellsbær, omkring 15 kilometer sydväst om Skálafell. Trakten runt Skálafell består i huvudsak av gräsmarker.